# República Soviética del Térek
La República Soviética del Térek fue una breve república soviética que existió durante la Revolución rusa.
Fue proclamada el 16 de marzo de 1918 en Piatigorsk por el Segundo Congreso de los Pueblos de Térek, que incluía diputados de Kabardia, Balkaria, Chechenia, Ingusetia, cosacos del Térek e inogorodnie (campesinos no cosacos), al día siguiente reconocían la autoridad central del gobierno bolchevique en Moscú. Durante su segunda jornada de existencia se eligió un gobierno encabezado por el menchevique Yevgueni S. Bogdánov, sucedido poco después por un Consejo de Comisarios del Pueblo dirigido por el bolchevique Samuil Grigórievich Buachidze (1882-1918) e incluía bolcheviques, mencheviques y social-revolucionarios de izquierda. El Congreso se trasladó a Vladikavkaz después que el gobierno antibolchevique de Térek-Daguestán huyera. El 26 de marzo decretaron la nacionalización y estatalización de todas las propiedades privadas relacionadas con la agricultura, minería, recursos forestales y las industrias de Grozni, las tierras agrícolas fueron distribuidas entre campesinos (afectando a sus propietarios cosacos) y las industrias siguieron funcionando bajo supervisión bolchevique. El 27 de julio murió Buachidze y fue sucedido por el social-revolucionario Yuri Gavrílovich Pashkovski (1889-1918) y por el menchevique ucraniano Jacob Marschak (1898-1977). En Vladikavkaz se publicó el periódico Narodnaia vlast’. El 7 de julio fue integrada en la República Soviética del Norte del Cáucaso bajo la dirección de Sergó Ordzhonikidze (1886-1937), quien animó a luchar contra los contrarrevolucionarios de la zona, quedando bajo el mandato del bolchevique F. H. Bulle. 
La lucha fue mal por la indisciplina y desorganización de las fuerzas rojas y pronto la mayoría del territorio de la antigua república estaba bajo poder blanco. Los ejércitos de los generales Piotr Wrangel (1878-1928), Andréi Shkuró (1886-1947) y Víktor Leonídovich Pokrovski (1889-1922) capturaron el 20 de enero de 1919 Piatigorsk y Kislovodsk, el 5 de febrero Grozni (tras un breve sitio) y el 10 de febrero Vladikavkaz (capital de los cosacos del Térek). En marzo de 1920 los rojos reconquistaron la zona y el Vladikavkaz proclamaron el 17 de noviembre la República Soviética Autónoma de Gortsy que ocupaba la mayor parte de los antiguos óblast de Térek y Kubán. Entre ese año y 1921 se crearon distritos diferenciados para las etnias kabarda, karachai, chechena y balkaria. El 7 de julio de 1924 fue abolida y se creó un territorio de Sévernaya Osetia, un óblast autónomo para los ingusetios y el distrito de Sunzhen para los cosacos.